# OpenOcean
OpenOcean är ett europeiskt riskkapitalbolag som specialiserar sig på serie A-investeringar i mjukvaruföretag. Bolaget grundades år 2008 av Michael "Monty" Widenius, Patrik Backman och Ralf Wahlsten med bakgrund i MySQL AB, samt Tom Henriksson, före detta Nokia-chef. Bolaget är baserat i Helsingfors, Finland, med kontor i London och Amsterdam.

## Fonder
OpenOcean samlade år 2011 en fond på 45M€, år 2015 en fond på 80M€, år 2018 en fond på 23M€ och år 2022 en fond på 92M€.

## Investeringar i urval
OpenOceans portfolie bestod i januari 2022 av 32 företag, bland annat: 
- MariaDB Corporation Ab, affärsverksamhet kring öppna databasen MariaDB
- Truecaller, identitetsservice, hela innehavet såld 2022 [9]
- RapidMiner, big data analytik
- Import.io, big data analytik
- Supermetrics, marknadsföringsautomation [10][11]